# Байрамов, Туран Ровшан оглы
Туран Ровшан оглы Байрамов (азерб. Turan Rövşən oğlu Bayramov; род. 11 января 2001, Гянджа) — азербайджанский борец вольного стиля, серебряный призёр чемпионата Европы 2021 года, бронзовый призёр чемпионатов Европы 2022 и 2024 годов, победитель летних юношеских Олимпийских игр 2018 года и Игр исламской солидарности 2021. Участник летних Олимпийских игр 2020 в Токио и 2024 в Париже.

## Биография

### Ранние годы. Начало карьеры
Туран Ровшан оглы Байрамов родился 11 января 2001 года в городе Гянджа Азербайджанской Республики. Вольной борьбой начал заниматься с 11 лет. До 2012 года у Байрамова уже был некоторый опыт в борьбе. Так, его отец, Ровшан Байрамов, несколько лет занимавшийся борьбой, с ранних лет обучал Турана первым приёмам борьбы. Кроме того, какое-то время Туран занимался айкидо.
В 2012 году Туран вступил в борцовское спортивное общество «Динамо» и стал тренироваться под началом Абиля Ибрагимова. Проработав здесь около года, по инициативе отца он записался в спортивную школу «Просвещение». По словам отца Байрамова, это решение напрямую связано с именем Эльчина Зейналова, ведущего специалиста данной школы, личного тренера Олимпийского чемпиона Тогрула Аскерова.
Первые восемь классов среднего образования Байрамов получил в средней школе № 39 города Гянджа, остальные же классы окончил в школе № 23.

### Участие в юношеских и молодёжных турнирах

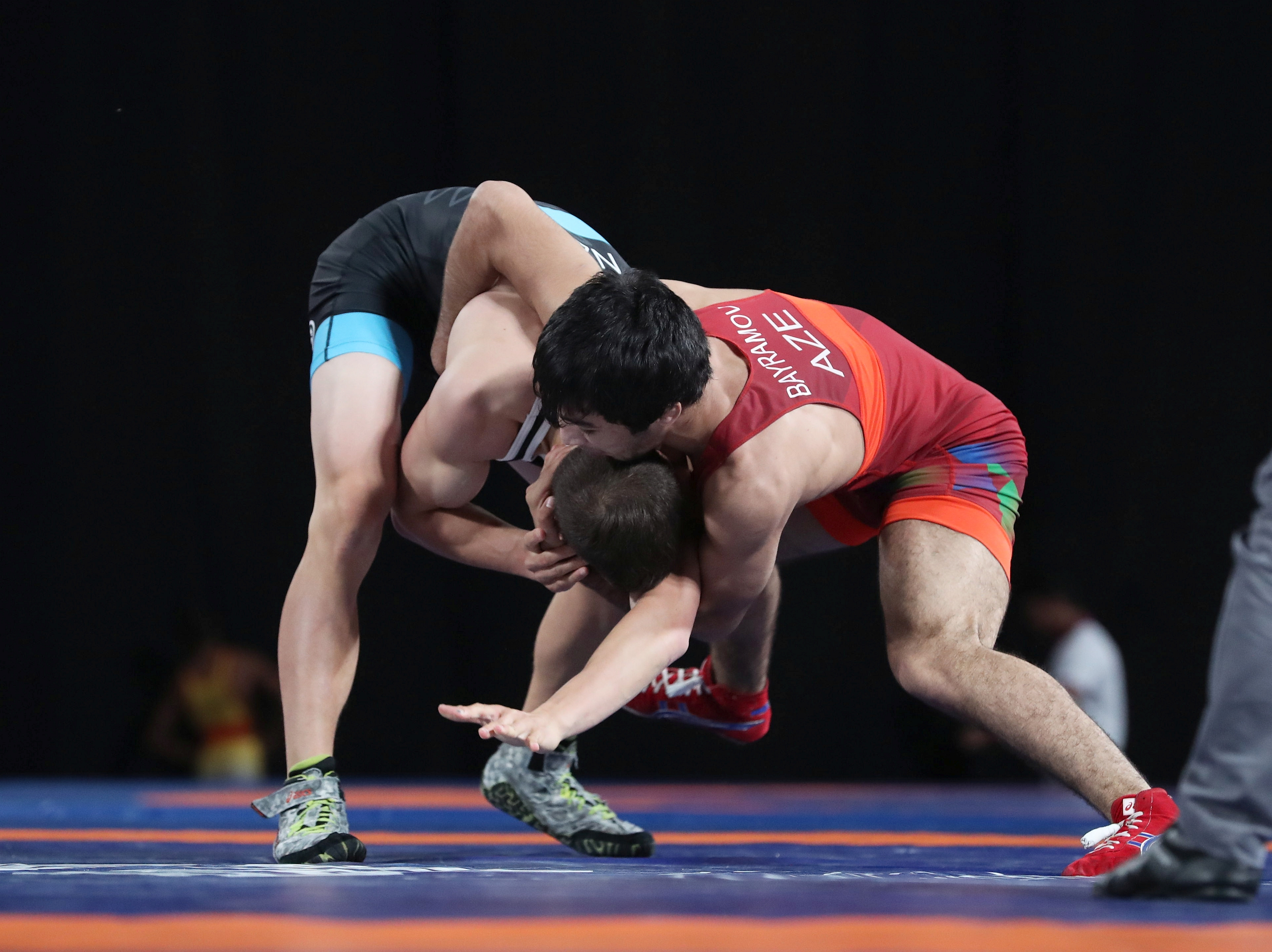
Байрамов (в красном) в схватке с борцом из Новой Зеландии. Летние юношеские Олимпийские игры 2018, Буэнос-Айрес

В 2017 году Туран Байрамов стал бронзовым призёром чемпионата Европы среди юношей и серебряным призёром чемпионата мира среди юношей в весовой категории до 58 кг.
В 2018 году в весовой категории до 65 кг Байрамов стал чемпионом Европы и чемпионом мира среди юношей, а также — победителем летних юношеских Олимпийских игр в Буэнос-Айресе. В решающей схватке Байрамов одержал крупную победу со счётом 6:1 над спортсменом из Ирана Мухаммедом Баги Каримисейфабадом.
В 2019 году Байрамов в весовой категории до 65 кг выиграл первенство Европы среди юниоров, стал серебряным призёром чемпионата мира среди юниоров и чемпионом мира среди борцов младше 23 лет. На пути к финалу последнего турнира Байрамов одолел Кристофера Мисаака из Канады (3:1), Максима Сакултана из Молдавии (3:0) и Ильмана Мухтарова из Франции (2:1). Финальную же встречу с японцем Такуме Танияма Байрамов выиграл на последних секундах. Так, проигрывая со счетом 0:2, Байрамов на последних секундах смог осуществить бросок и сравнять счёт. В этом случае победа присуждалась Байрамов как спортсмену, который осуществил результативный приём. Тренер японца выразил протест, но решение было принято в пользу Байрамова, благодаря чему он получил ещё один балл.
В июне 2021 года Байрамов выиграл молодёжное первенство Европы. Свою победу он посвятил азербайджанским шехидам. В августе 2021 года стал бронзовым призёром молодёжного первенства мира в Уфе.
В марте 2023 года завоевал золотую медаль на чемпионате Европы по борьбе среди борцов до 23 лет в категории до 74 кг.

### Чемпионат Европы 2021 года
В 2021 году Байрамов выступил на чемпионате Европы в Варшаве в новой для себя весовой категории до 70 кг. Сборы были проведены в городе Гёйгёль. На этом турнире азербайджанский спортсмен завоевал серебряную медаль, уступив лишь в финальной схватке Исраилу Касумову из России.
Главную причину своего высокого результата Байрамов видит в том, что сборы в Гёйгеле получились удачными и потому трудностей в плане физической подготовки не было. Напряжённая схватка, по словам Байрамова, получилась с Хайдар Явузом из Турции, действующим бронзовым призёром чемпионата Европы и серебряным призёром личного Кубка мира. В полуфинале же Байрамов одолел спортсмена из Украины, с которым встречался ещё на чемпионате мира среди борцов до 23 лет и знал, как он будет бороться, благодаря чему удалось одержать побед без проблем. Причину же поражения в финале Байрамов связал с отсутствием большого опыта в весовой категории до 70 кг.

### Олимпийские игры в Токио
В конце июня 2021 года Гаджимурад Гаджиев, который должен был выступать на Олимпиаде-2020 в Токио в весе до 74 кг, получил травму и Федерация борьбы Азербайджана обратилась в МОК, чтобы получить «добро» на замену Гаджиева Тураном Байрамовым. 20 июля МОК позволил Азербайджану заменить травмированного Гаджиева на Байрамова.
На своей дебютной Олимпиаде Байрамов в 1/8 финала со счётом 4:2 победил бронзового призёра последнего Кубка мира украинского борца Василия Михайлова. В четвертьфинале Байрамов уступил двукратному чемпиону мира и четырёхкратному чемпиону Европы Франку Чамисо из Италии со счётом 1:3. Поражение же Чамизо в полуфинале лишило Байрамова возможности провести утешительные схватки за бронзу.

### Чемпионат мира 2021 года

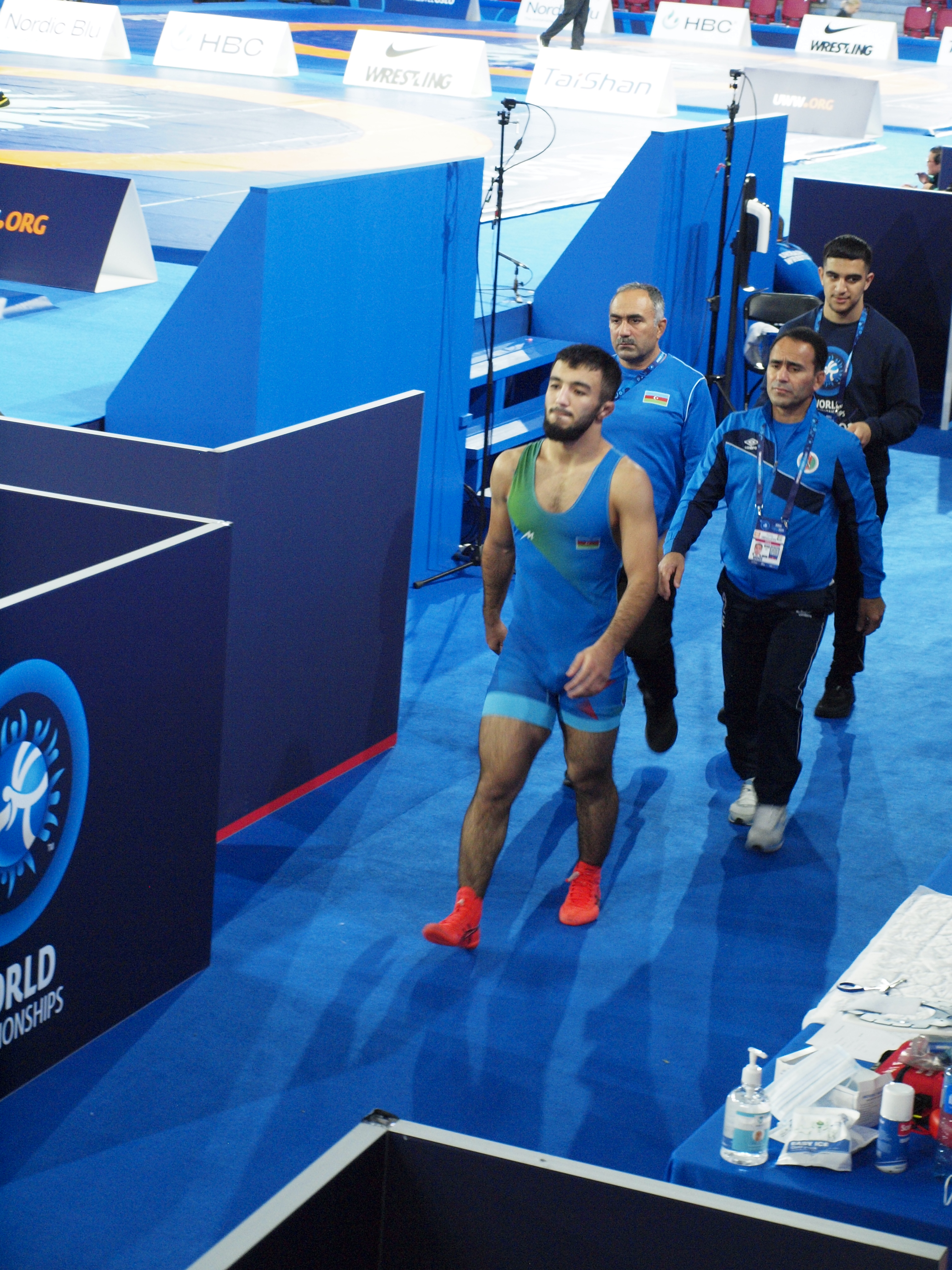
Туран Байрамов на чемпионате мира 2021 года в Осло

В октябре 2021 года Туран Байрамов принял участие на чемпионате мира норвежском Осло, выступая в весовой категории до 70 кг. Одолев сначала Адама Батырова из Белоруссии, а затем Джеймса Грина из США, Байрамов в полуфинале проиграл Магомедмураду Гаджиеву из Польши. В схватке же за третье место Байрамов уступил Зураби Якобишвили из Грузии и занял пятое место.

### Чемпионат Европы 2022 года
В конце марта 2022 года на чемпионате Европы в Будапеште Туран Байрамов в квалификации победил Али Умарпашаева из Болгарии (4:3), а затем одолел Аймара Андрусе из Эстонии со счётом 10:0. В полуфинале Байрамов уступил действующему и будущему чемпиону Таймуразу Салказанову из Словакии (2:8). На следующий день в схватке за 3-е место Байрамов одолел Зураба Капраева из Румынии со счётом 2:1 и завоевал бронзу.

### Чемпионат мира 2023 года
На чемпионате мира в сентябре 2023 года в Белграде, где занявшие первые пять мест борцы получали лицензию на Олимпийские игры 2024 года в Париж, Туран Байрамов в весовой категории до 74 кг три раза упустил шанс выиграть лицензию на этом турнире. Сначала он проиграл в полуфинал россиянину Заурбек Сидакову, после этого уступил схвату за бронзу выступавшему за Сербию Хетагу Цаболову, а в поединке за пятое место с греком Йоргосом Куюмцидисом Байрамов, ведя до перерыва со счётом 8:0, уступил со счётом 8:9 за секунду до конца встречи.

### Чемпионат Европы 2024 года
В феврале 2024 года на чемпионате Европы в Бухаресте Туран Байрамов сначала победил представителя Франции Зелимхана Хаджиева (11:1), а затем одолел молдованина Василе Диакона (4:2) и дошёл до полуфинала, где уступил уступил Таймуразу Салказанову из Словакии со счётом 1:7. На следующий день в схватке за бронзу Байрамов одолел Мохаммада Моттагиниа из Испании со счётом 4:0 и выиграл бронзовую медаль турнира.

### Олимпийские игры в Париже

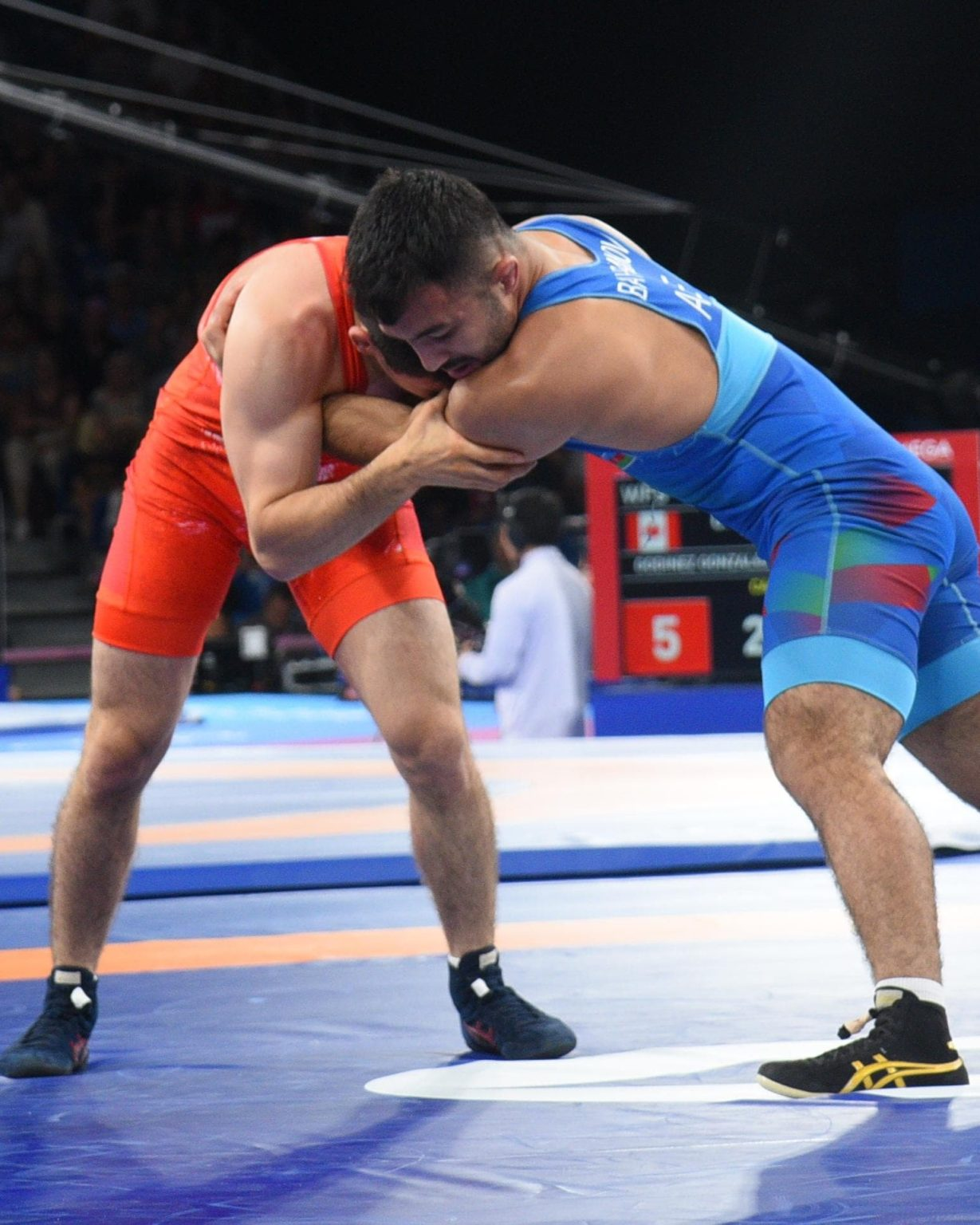
Байрамов (в синем) в схватке с борцом из Албании Черменом Валиевым. Летние Олимпийские игры 2024, Париж

В апреле 2024 года на Европейском квалификационном турнире в Баку ему удалось завоевать лицензию для своей страны на летние Олимпийские игры 2024 в весовой категории до 74 кг. В напряжённой схватке Байрамов одолел Франка Чамисо из Италии, которому в 2021 году уступил на Олимпиаде в Токио. Итальянская федерация борьбы обратилась с официальной жалобой в Объединенный мир борьбы (UWW) в связи с результатами схватки, после чего были созданы две комиссии для независимого анализа решений судейства в этом поединке. Комиссии рассмотрели схватку и все связанные с ним предполагаемые ошибки и выявили ряд ошибок во время судейства, в связи с чем дисциплинарный комитет UWW принял решение отстранить ряд судей встречи сроком от 2 до 8 месяцев. Несмотря на это, Байрамов остался победителем схватки, поскольку согласно статье 53 Международных правил борьбы ни при каких обстоятельствах результат поединка не может быть изменен после объявления победы на ковре.
На Олимпиаде в Париже Туран Байрамов в первой же схватке проиграл Чермену Валиеву, представлявшему Албанию со счётом 3:4, хотя вёл 3:0. А так как Валиев проиграл следующую встречу, то Байрамов завершил выступление, пропустив и утешительные схватки.
4 сентября 2024 года Байрамов перенёс операцию на левом плече, ожидается, что он вернётся к тренировкам через 5 месяцев.